# Cuité de Mamanguape
Cuité de Mamanguape is een gemeente in de Braziliaanse deelstaat Paraíba. De gemeente telt 6.737 inwoners (schatting 2009).